# Fond du Lac
Fond du Lac är administrativ huvudort i Fond du Lac County i Wisconsin i USA. Vid 2010 års folkräkning hade Fond du Lac 43 021 invånare.

## Kända personer från Fond du Lac
- F. Ryan Duffy, politiker
- King Camp Gillette, affärsman
- Don Gorske, Big Mac-entusiast
- Paul O. Husting, politiker
- Scott McCallum, politiker
- John Abner Race, politiker